# Раппаханноки

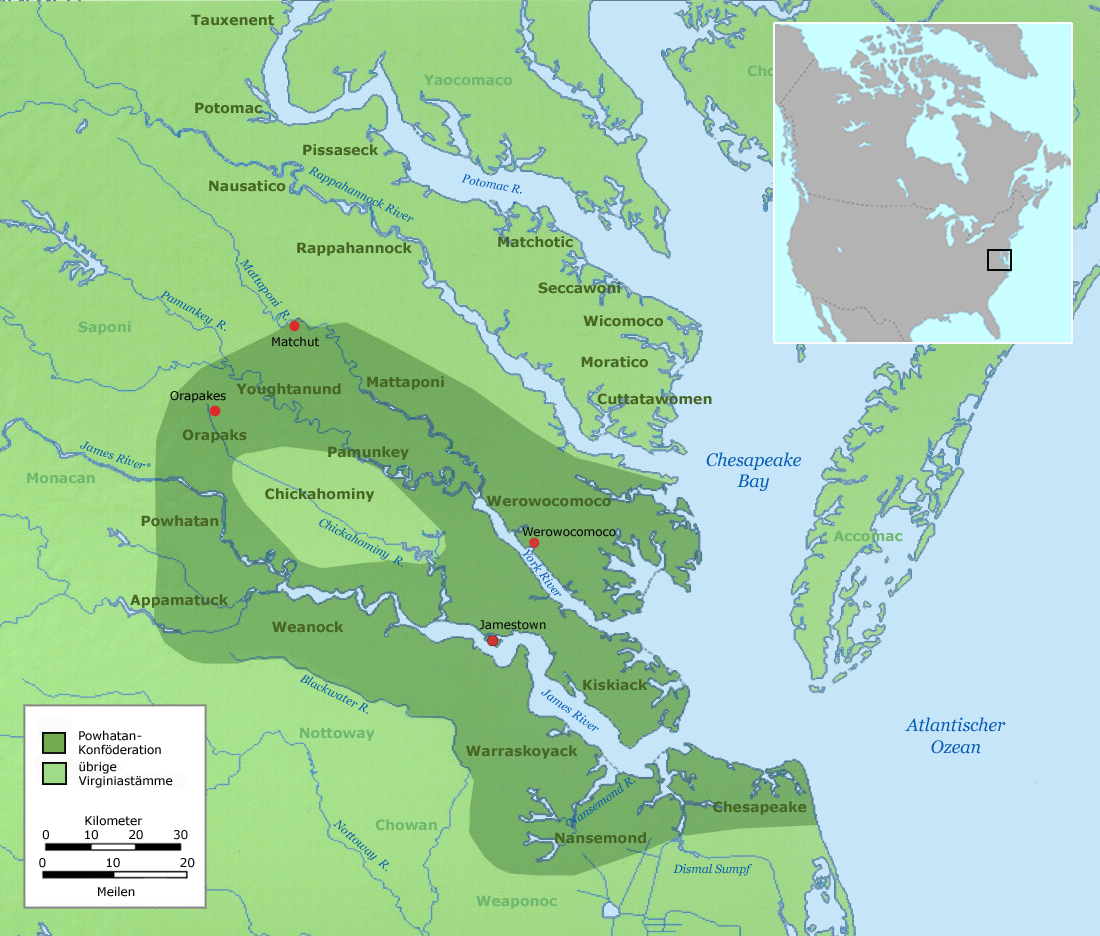
Традиционная территория раппаханноков и соседних племён

Раппаханноки, раппаханнок (англ. Rappahannock) — племя североамериканских индейцев алгонкинской языковой группы, являлось одним из племён Поухатанской конфедерации. Традиционные земли племени находились в прибрежном регионе вдоль реки Раппаханнок на территории современного американского штата Виргиния. В 2018 году племя получило федеральное признание.

## История
Вероятно, раппаханноки впервые столкнулись с англичанами в 1603 году, когда английский капитан Сэмюэл Мейс поднялся вверх по реке Раппаханнок и познакомился с вождём племени. Капитан убил вождя и пленил группу мужчин-раппаханноков, а затем увёз их в Англию. В декабре 1603 года было задокументировано, что эти люди демонстрировали катание на каноэ по реке Темзе. К 1607 году, когда первые английские поселенцы основали Джеймстаун, раппаханноки были доминирующим племенем в долине реки Раппаханнок. Они проживали в тридцати поселениях вдоль северного и южного берегов реки, названной в их честь. Главным поселением племени была деревня Таппаханнок. Раппаханноки говорили на диалекте алгонкинского языка и были одним из тридцати племён поухатанской конфедерации, политического союза алгонкиноязычных племён, численность которого составляла от 14 000 до 21 000 человек. В декабре 1607 года воины племени взяли в плен капитана Джона Смита и увезли его в своё главное поселение. Выяснив, что Смит не причастен к нападениям на их деревни, индейцы его освободили. Через год он навестил раппаханноков и нанёс на карту 14 их деревень, расположенных вдоль реки Раппаханнок.
В 1640-х годах английские колонисты стали селиться в долине реки Раппаханнок. После нападения поселенцев и других враждебных племен раппаханноки объединился в одну укреплённую деревню в 1676 году. Год спустя лидер племени паманки Кокакоске подписала мирный договор с англичанами, который объединил несколько племён под её властью, но раппаханноки, к которым присоединились чикахомини, отказались подчиняться ей и платить дань.
В 1651 году раппаханноки впервые продали участок земли англичанам. Однако вожди и члены совета провели более десяти лет в окружных судах Виргинии, пытаясь добиться расчёта за продажу земли, но так и не получили полной оплаты. К концу 1660-х годов вторгшиеся колонисты вынудили раппаханноков переселиться — сначала вглубь страны на северный берег реки Раппаханнок, а затем в охотничьи угодья своих предков на южном берегу реки. В ноябре 1682 года губернаторский совет Виргинии выделил 3474 акра для племени «около города, где они жили», но уже в следующем году колониальные власти переселили раппаханноков в индейский городок Портобаго (англ. Portobago Indian Town). Там правительство Виргинии использовала племя в качестве живого щита для защиты белых колонистов от набегов ирокезов, которые своими рейдами угрожали расширению английских поселений.
Раппаханноки оставались в Портобаго до 1706 года, когда по приказу властей округа Эссекс они были вынуждены покинуть это место и вернуться на земли своих предков, расположенные в округе Кинг-энд-Куин, где их потомки живут сегодня.
В попытке укрепить свое племенное правительство и бороться за признание штата племя было официально зарегистрировано в 1921 году. Но, как и другие индейцы Виргинии, раппаханноки боролись за сохранение своей самобытности и культуры в начале XX века. Закон о расовой неприкосновенности 1924 года запрещал межрасовые браки в штате и требовали добровольной расовой идентификации в свидетельствах о рождении и браке. «Белые» определялись как не имеющие следов африканского происхождения, в то время как все остальные люди, включая индейцев, определялись как «цветные» (англ. colored).

## Современное положение

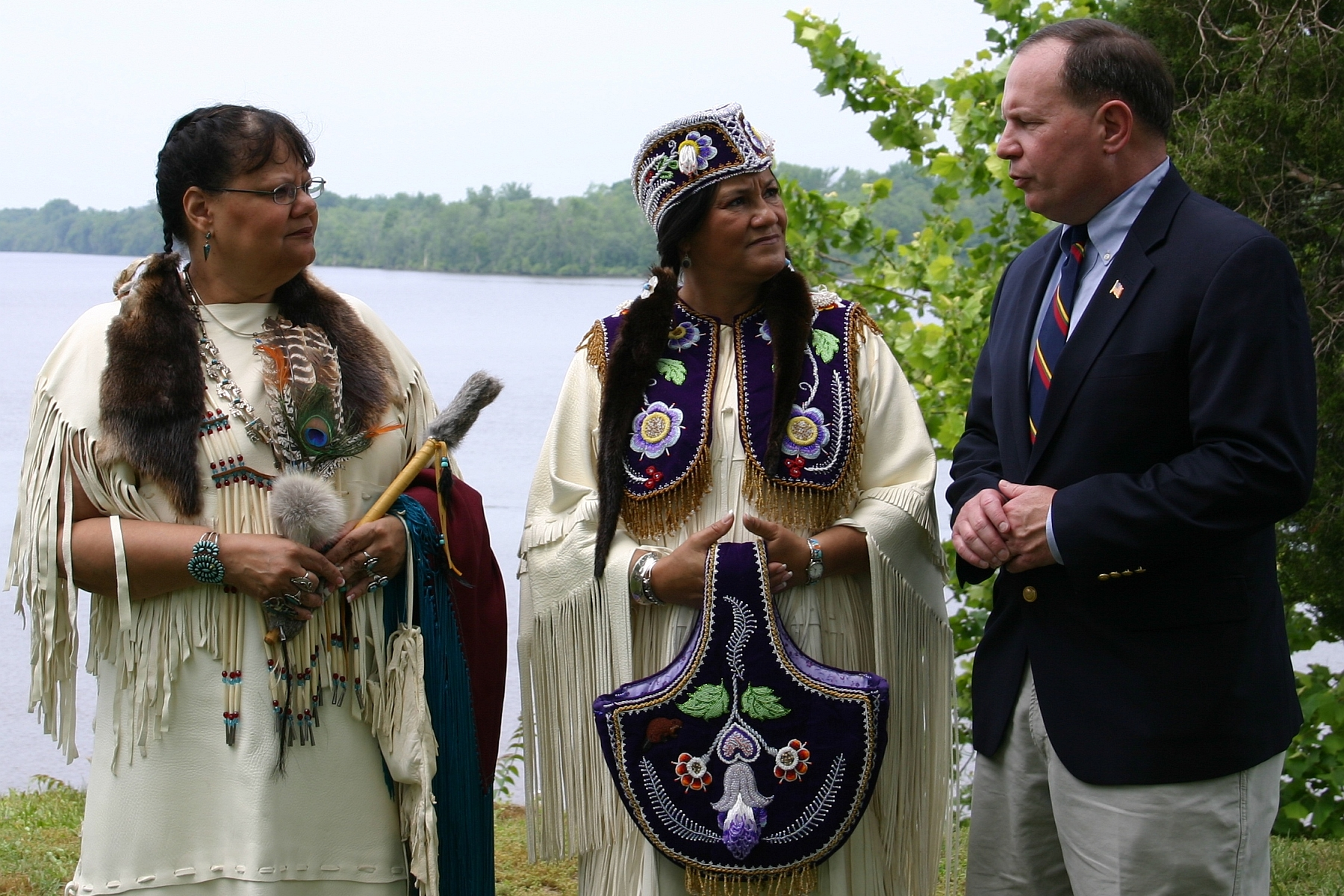
Два члена племени, Ванда Форчун и Дж. Энн Ричардсон, совместно с Тэдом Дэвисом из экологического командования армии США, 2009 г.

В 1964 году члены племени основали индейскую баптистскую церковь. 25 марта 1983 года раппаханноки были официально признаны Генеральной ассамблеей штата. В 1998 году племя избрало своим вождем Дж. Энн Ричардсон, первую женщину-вождя, возглавившую индейцев в Виргинии с 1700-х годов. В том же году племя приобрело 119,5 акров земли и учредило земельный фонд для строительства жилого комплекса. Первый дом в этом комплексе был построен и продан в 2001 году. 29 января 2018 года племя было признано на федеральном уровне.

## Население
Согласно подсчётам Томаса Джефферсона, в 1607 году в племени было около 100 воинов, в 1669 году их осталось лишь 30. В 1923 году потомки раппаханноков организовали Индейскую ассоциацию Раппаханнок (англ. Rappahannock Indian Association), которая состояла примерно из 200 человек. В 1925 году в Виргинии раппаханноки ещё существовали как племя.
Согласно переписи населения США в 2010 году численность племени составляла 272 человека.